# Gimme Shelter
«Gimme Shelter» —en español: «Dame Refugio»— es una canción de la banda británica de rock The Rolling Stones editada en 1969. La letra fue compuesta por el cantante del grupo, Mick Jagger, mientras que la música, por el guitarrista Keith Richards. Se grabó entre febrero y marzo de 1969 en Londres, Inglaterra, bajo la producción del estadounidense Jimmy Miller, productor de su anterior disco, Beggars Banquet, de 1968. Más tarde se le agregó la contribución de la cantante de soul y góspel Merry Clayton. Apareció el 5 de diciembre como la pista inicial de su aclamado álbum Let It Bleed, en el que aparecía como «Gimmie Shelter». 
Este tema habla de la guerra, el asesinato y la violación, que están "a un solo tiro de distancia", haciendo posible alusión a los horrores de la guerra de Vietnam. Aunque nunca fue lanzado como sencillo, se convirtió en un tema favorito del público e imprescindible en sus actuaciones en vivo desde su aparición. Es considerada por la crítica como una de las mejores grabaciones de la banda y una de las mejores de la historia del rock. «Gimme Shelter» fue ubicada en el puesto 38 en la lista de las 500 mejores canciones de todos los tiempos elaborada por la revista Rolling Stone en 2004.

## Inspiración
Escrita por los líderes de The Rolling Stones, Mick Jagger y Keith Richards, «Gimme Shelter» fue creada como fruto de la colaboración tanto del cantante como del guitarrista. Richards había estado trabajando en la melodía de apertura de la canción en Londres mientras Jagger estaba trabajando en el film Performance. La canción tiene la forma de un agitado medio-tempo roquero. Comienza con un intro rítmico de guitarra de Richards, seguido por la voz de Jagger. Sobre su grabación y la del disco, Jagger comentó en una entrevista de la Rolling Stone en 1995: 

Bueno, era una época muy violenta, muy dura. La Guerra de Vietnam. La violencia en las pantallas; saqueos e incendios. Y Vietnam no era la guerra tal cual la conocíamos, en un sentido convencional; lo que pasaba con Vietnam es que no era como la Segunda Guerra, y no era como la Guerra de Corea, y no era como fue la Guerra del Golfo. Fue una guerra realmente asquerosa, y la gente no la quería. La gente se oponía a ella y no quería que se peleara. Los que estaban allí no lo estaban pasando muy bien que digamos.

Afirmó que su inspiración principal, al igual que la de todo el disco Let It Bleed, fue la violencia en la guerra de Vietnam:

Creo que sí. Aunque estaba viviendo en los Estados Unidos sólo parcialmente, me influía. Pasaban todas aquellas imágenes por la televisión. Además, estaban las manifestaciones universitarias.

Sobre la canción misma, concluyó:

Esa es una canción tipo fin-del-mundo, realmente. Es el Apocalipsis. Todo el disco es así.

## Grabación
La grabación de la canción tuvo lugar en los Olympic Sound Studios de Londres, Inglaterra entre febrero y marzo de 1969, bajo la producción de Jimmy Miller y la ingeniería de Glyn Johns. Más tarde se le agregó la contribución de Merry Clayton, una cantante de soul y góspel. La grabación de canción con el acompañamiento de Clayton tuvo lugar en los Sunset Sound & Elektra Studios de Los Ángeles, California entre octubre y noviembre del mismo año. La participación de Clayton fue idea del productor:

Grabamos "Gimmie Shelter" en un gran estudio de los Olympic Studios, y después la volvimos a grabar en Los Ángeles con Merry Clayton. En Londres Keith había tocado la rutina varias veces con su propia voz -  aunque pienso que Brian (Brian Jones) hubiera sido la elección - pero sin acompañante. La idea de usar una voz femenina fue del productor (Jimmy Miller). Fue uno de esos momentos en que indirectamente dijo: escucho a una chica en esta pista - consigue un teléfono.

Nicky Hopkins se encargó de los pianos para la canción mientras que el productor, Miller, le hizo cargo de la percusión, por su parte Charlie Watts tocó la batería, Bill Wyman el bajo, Mick Jagger , además de la interpretación, la armónica, escuchada durante el coro entonado por Richards y Merry Clayton, y a Richards en los coros además de la guitarra eléctrica. El guitarrista Brian Jones estuvo ausente durante la grabación de la pista.

## Letra y melodía
La letra de la canción habla sobre la búsqueda de un refugio (Shelter) para sobrevivir a una tormenta próxima en un país y un mundo dividido por las luchas bélicas, raciales e ideológicas, pintando una imagen de devastación y apocalipsis social:

Oh, a storm is threat'ning,
My very life today,
If I don't get some shelter,
Oh yeah, I'm gonna fade away
Oh, una tormenta está amenazando,
mi vida hoy,
Si no consigo algo de refugio,
Oh sí, voy a desaparecer

En esta Jagger recuerda al oyente que la devastación está muy próxima, "a solo un tiro de distancia":

War, children, it's just a shot away,
It's just a shot away,
War, children, it's just a shot away,
It's just a shot away
La guerra, niños, está a solo un tiro de distancia,
Está a solo un tiro de distancia,
La guerra, niños, está a solo un tiro de distancia,
Está a solo un tiro de distancia

Aunque al final de la canción se menciona que el poder del amor puede salvarnos:

I tell you... Love, sister,
It's just a kiss away,
it's just a kiss away,
It's just a kiss away
Te digo... el amor, hermana,
Está a solo un beso de distancia,
Está a solo un beso de distancia,
Está a solo un beso de distancia

La canción comienza con el opening de Richards, rascando de una guitarra con F-Hole, electroacústica australina, una copia muy similar a la Gibson que el cantante estadounidense de rock and roll Chuck Berry, uno de los ídolos de Richards, usaba. Ello le daba un aura tenebrosa a la canción que no tenía ningún precedente en el amplio repertorio de la banda. Después de la segunda estrofa de la canción, la cantante Merry Clayton interpreta con una desgarradora voz: "Rape, murder, it's just a shot away.", llegando a quebrarsele la voz en 2 ocasiones. Jagger y los demás en el estudio quedaron tan impresionados de su interpretación que es posible oír un "guau" o "wow" en la grabación de lo sorprendidos que quedaron al oír la voz de la corista, a lo que le sigue un extenso solo de Richards.

## Lanzamiento y legado
«Gimme Shelter» se convirtió rápidamente en un elemento básico de los shows en vivo de los Stones. La tocaron por primera vez de forma esporádica durante su American Tour 1969 y se convirtió en una adición regular a su setlist durante el American Tour 1972. Versiones en vivo de la pista aparecen en los álbumes No Security (1998), Live Licks (2004), Brussels Affair (2011) y Sweet Summer Sun: Hyde Park Live (2013). Un concierto de mayo de 1995 grabado en Paradiso (Ámsterdam) fue lanzado junto con el sencillo de 1996 «Wild Horses (en vivo)» y de nuevo en Totally Stripped (2016). 
La canción aparece en el lanzamiento oficial en formato DVD de la película Ladies and Gentlemen: The Rolling Stones. También aparece en Bridges to Babylon Tour '97 -98 (1998), Four Flicks (2003), The Biggest Bang (2007) y Sweet Summer Sun: Hyde Park Live (2013). 
La participante femenina de la canción en vivo es Lisa Fischer, cantante que acompañó a la banda desde 1989 hasta 2015. En el 2016 fue suplantada por Sasha Allen durante el América Latina Olé Tour.
En su gira 50 & Counting de 2012, los Stones cantaron esta canción con Mary J. Blige, Florence Welch y Lady Gaga.

## Personal
Acreditados:
- Mick Jagger: voz, armónica.
- Keith Richards: guitarra eléctrica, coros.
- Bill Wyman: bajo.
- Charlie Watts: batería.
- Nicky Hopkins: piano.
- Jimmy Miller: percusión.
- Merry Clayton: voz, coros (Acreditada como "Mary Clayton").

## Versiones de otros artistas
- Ruth Copeland y Funkadelic tienen una versión de esta canción, con toques funkys.
- El grupo estadounidense Grand Funk Railroad realizó una versión de esta canción.
- Patti Smith, la "Reina del punk", tiene una versión también de este tema.
- La banda galesa Stereophonics al igual que las británicas Inspiral Carpets y "The Sisters of Mercy" tienen una versión de este tema.
- Josefus para su álbum Dead Man.[7]
- Tom Jones grabó la canción con New Model Army. Fue lanzado en su álbum The Definitive Tom Jones 1964-2002.[8]
- La última versión conocida de esta canción es por parte de Peter Tägtgren en su banda de metal industrial Pain (banda) que fue lanzada como sencillo el 14 de mayo de 2021.

## En la cultura popular
- Aparece en el séptimo episodio de la Temporada 15 de la serie animada estadounidense Los Simpson, "Marge Contra Solteros, Ancianos, Parejas Sin Hijos, Adolescentes Y Gays", al comienzo del concierto de "Roofi."[9]
- Se escucha en el quinto episodio de la segunda temporada de Dexter, cuando Dexter Morgan entra al bar de Jiménez, el asesino de su madre.
- En el videojuego Rock Band.
- Aparece en la banda sonora de las películas Goodfellas, Casino y The Departed, dirigidas por Martin Scorsese.
- La banda Puddle of Mudd realizó una versión de esta canción para su álbum Re:(disc)overed.
- Aparece en el último capítulo de la segunda temporada de la serie Sons of Anarchy.
- Aparece en la película The Windsurfing Movie, en la parte de Levi Siver.
- Sale en un capítulo de la cuarta temporada de la serie norteamericana Nip/Tuck.
- Es usada como tema de fondo en el tráiler de lanzamiento de Call of Duty: Black Ops.
- Es usada como tema de fondo en el tráiler de lanzamiento de la película Ford v Ferrari.
- Es usada en la película de 1987 donde participa Elizabeth Shue "((Adventures in babysitting))".